# Aragacotn
Aragacotn (armenski: Արագածոտն) je jedna od deset pokrajina u Armeniji. Glavni grad joj je Aštarak.

## Karakteristike
Pokrajina Aragacotn nalazi se u zapadnom dijelu Armenije, površina joj je 2.753 km² u njoj prema podacima iz 2002. godine živi 126.278 stanovnika, dok je prosječna gustoća naseljenosti 46 stanovnika na km².

## Administrativna podjela
Pokrajina je podjeljena na četiri okruga i 114 općina od kojih su tri urbane a 111 ruralnih.

## Granica
Aragacotn graniči s Turskom te armenskim pokrajinama:
- Širak - sjever
- Lori - sjeveroistok
- Kotajk - istok
- Armavir - jug

## Vanjske poveznice
- Službena stranica regije  Arhivirana inačica izvorne stranice od 7. listopada 2012. (Wayback Machine)